# Minor Majority

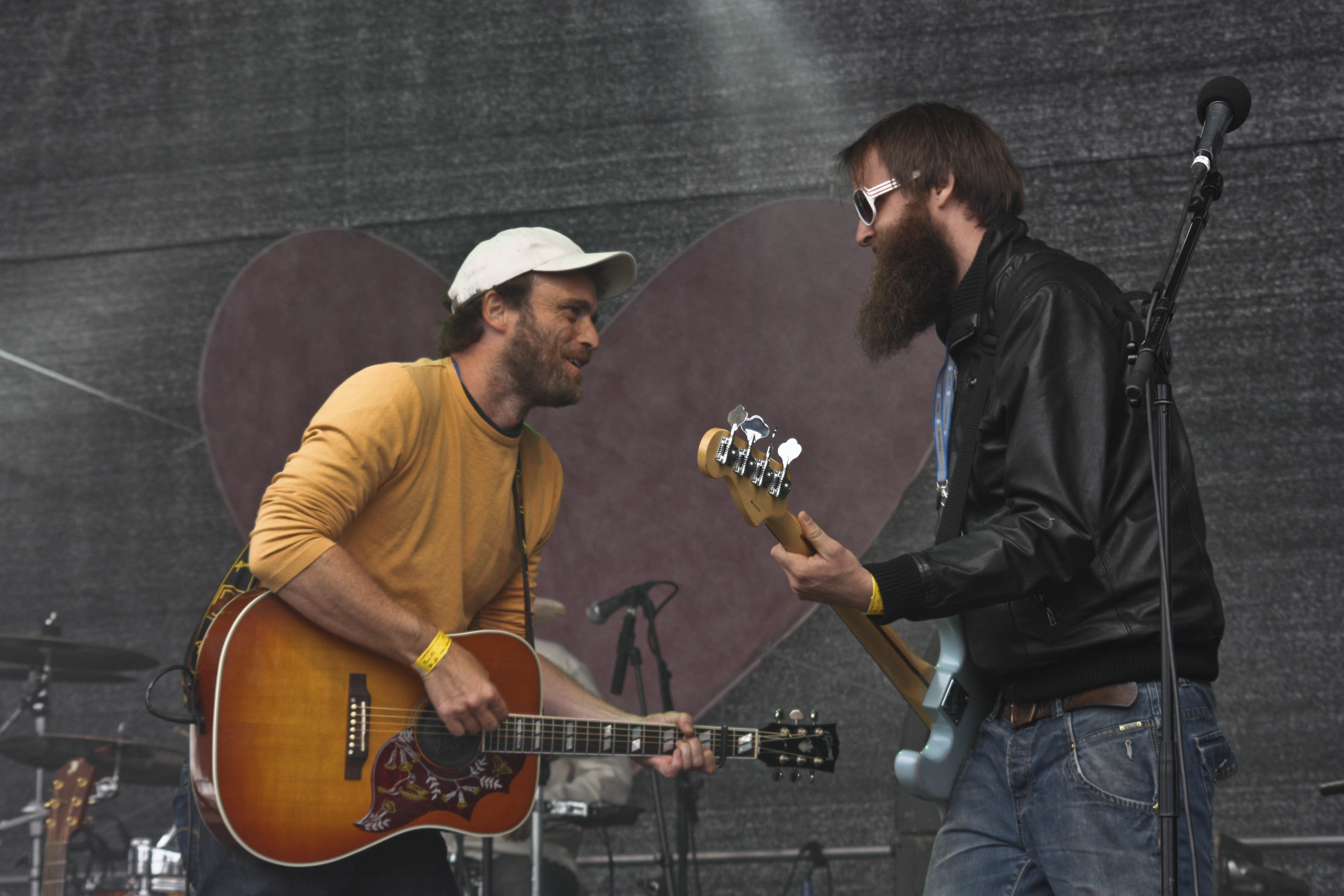
Minor Majority in Giske, Norwegen, 31. Juli 2010

Minor Majority ist eine norwegische Pop- und Folkband.

## Geschichte
Die Gruppe wurde im Jahr 2000 von Pål Angelskår (Songschreiber, Sänger und Gitarrist) und Andreas Berczelly (Keyboard) als Studioprojekt gegründet. Das Duo wurde dabei in mehreren Songs von der Sängerin Karen Jo Fields unterstützt, die seitdem immer wieder als Gast auftritt. Auch viele andere Gastmusiker gaben den Kompositionen Angelskårs von Anfang an noch mehr Tiefe. Berczelly schied 2002 als Musiker aus, blieb aber Produzent, und wurde durch Jon Arild Stieng ersetzt. Ein Jahr später wurde aus dem Duo nach und nach ein Quintett, denn Harald Sommerstad (Orgel), Henrik Harr Widerøe (Bass) und Halvor Høgh Winsnes (Schlagzeug) wurden feste Bandmitglieder.
Die Musikgruppe steht in der Singer-Songwriter-Tradition. Ihre Songtexte sind ausschließlich in Englisch geschrieben und drehen sich zumeist um zwischenmenschliche Fragen, um Sehnsüchte und Enttäuschungen, Beziehungsprobleme und Bindungsängste.
Für ihr Schaffen erhielt die Band in Norwegen Auszeichnungen wie das Gold Album oder den Spelemannsprisen. Einzelne Songs waren hochplatziert in den norwegischen Charts zu finden. Zu ihren bekannteren Stücken gehören Electrolove (2001), Dancing In The Backyard (2002), She Gave Me Away (2004), Come Back To Me (2006), Supergirl (2006), Alison (2006) und Wish You’d Hold That Smile (2006). 
Die Gruppe war auch häufig auf Tournee, außer in Norwegen vor allem in Deutschland, Frankreich und der Schweiz. Trotz all ihrer Erfolge blieb ihr eine größere internationale Bekanntheit bislang versagt.

## Diskografie
- 2001: Walking Home from Nicole’s
- 2002: If I Told You, You Were Beautiful
- 2004: Up for You & I (NO: Gold)[1]
- 2006: Reasons to Hang Around (NO: Gold)
- 2007: Candy Store (Kompilation mit drei neuen Titeln, NO: Gold)
- 2009: Either Way I Think You Know
- 2019: Napkin Poetry
- 2021: The Universe Would Have to Adjust
- 2022: Kiss Off

## Auszeichnungen
- 2007: Spelemannsprisen für Reasons to Hang Around